# Ken il guerriero - La trilogia
Ken il guerriero - La trilogia (新・北斗の拳?, Shin hokuto no Ken, lett. "Nuovo pugno della Stella del Nord") è una miniserie OAV in tre puntate basata sul franchise di Ken il guerriero, diretta da Takashi Watanabe e prodotta da OB Planning e A.C.G.T. È un adattamento del romanzo del 1996 Ken il guerriero (小説・北斗の拳-呪縛の街-?, Shōsetsu Hokuto no ken: Jubaku no machi), scritto da Buronson e illustrato da Tetsuo Hara e ambientato qualche tempo dopo la conclusione del manga originale (degli stessi autori). Le tre puntate furono distribuite in Giappone dal 24 luglio 2003 al 28 maggio 2004; l'incasso delle vendite in DVD raggiunse 230 milioni di yen in patria e 150 milioni all'estero. Come sigle iniziale e finale furono scelti due brani di Gackt intitolati rispettivamente Lu:na e Oasis, ripubblicati in un singolo il 25 giugno 2003.

## Trama

### La città stregata
La storia comincia con un gruppo di persone, capeggiate da Tobi, astuto e abile cercatore di falde acquifere incontaminate, che ha appena trovato, assieme ai suoi committenti, una sorgente fresca e pura. Il gruppo di lavoratori viene improvvisamente attaccato dagli uomini del selvaggio Giese ai servizi di Sanga; l'unico a sopravvivere è proprio Tobi, grazie all'intervento di Kenshiro che fa strage di Giese e dei suoi uomini. Tobi, ferito, chiede l'aiuto di Ken per raggiungere il Villaggio di Libertà, dove vive la sua amica Sara, esperta guaritrice, che si prende subito cura di loro. Ken si rende subito conto che Sara ha la capacità di guarire le persone, legata alla conoscenza di alcuni punti segreti di pressione e deduce che segreti le siano derivati molto probabilmente da una sottocasta della Scuola di Hokuto (infatti la tecnica di guarigione della ragazza è molto simile a quella di Toki). Lasciato il villaggio, Tobi racconta a Kenshiro le fasi cruciali della sua vita, culminanti con la scomparsa del fratello minore Vista. La calma apparente è destinata, però, a finire il fretta quando Sanga decide di far rapire Sara dal suo esercito capeggiato da Loag, distruggendo il suo villaggio e sterminandone gli abitanti; a questo punto Ken e Tobi, notando tra le altre vittime, la piccola Myne (una bambina malata il cui padre era andato in cerca di acqua pulita insieme a Tobi per guarirla per poi rimanere ucciso), partono alla ricerca dell'odiato tiranno per porre fine al suo dominio. Giunti al palazzo reale, a Lastland, i due scoprono come la gente venga sottomessa dalla presenza di un dio in grado di far sgorgare acqua dalle mani e dalla terra; il nome del dio è Doha, che viene subito riconosciuto da Tobi essere il perduto fratello scomparso, Vista (che ha perduto la memoria e la parola ed è ora sotto il giogo di Sanga).
Anche Sara è stata rapita per lo stesso motivo: dovrà dare prova al popolo dei suoi incredibili poteri di guarigione, che appariranno subito di origine divina. In realtà Vista non ha alcun potere ma è abile nei giochi di prestigio e unendo questi alle falde acquifere, Sanga ha creato un dio fasullo in modo che il popolo venga controllato tramite la venerazione nei suoi riguardi anziché attraverso il terrore. Ma, prima che il piano di dominio di Sanga (che prevede anche l'eliminazione di Vista per sostituirlo definitivamente con Sara) arrivi al dunque, Sara si intrufola nella camera da letto del bambino e ne stimola alcuni punti segreti per fargli riavere la memoria e il controllo delle sue azioni. La giovane donna viene catturata da Sanga, ma a questo punto interverranno Ken e Tobi che, dopo aver ucciso Loag, arrivano facilmente nella sala di Sanga dove ha luogo lo scontro tra i due maestri di lotta. Ken riesce facilmente ad avere la meglio sul tiranno che tuttavia, prima di morire, riesce a ferire gravemente Vista. Dopo la morte di Sanga, un misterioso guerriero, Seiji, compare all'orizzonte, deciso a prendersi il regno di Sanga.

### La tecnica proibita
Neppure Sara riesce a guarire Vista che, ferito gravemente da Sanga e infettato dal tetano, rischia di spegnersi prematuramente: è necessario ottenere al più presto il vaccino per questa malattia, ma, per fare in tempo, si dovrà passare attraverso una montagna circondata da una leggenda secondo la quale nessuno di quelli che hanno tentato di superarla sarebbe mai tornato vivo. Kenshiro decide di partire immediatamente; contemporaneamente, però, Seiji, nientemeno che il figlio di Sanga, giunge a Lastland e, grazie anche all'aiuto degli uomini del comandante Ches, terrorizzati dalla sua forza, riesce a impossessarsi della città, mosso da un profondo odio verso il padre, che lo abbandonò quando era ancora un ragazzo gettandolo in un burrone. In un batter d'occhio, il palazzo del re è sotto il suo controllo, Tobi e il morente Vista vengono rinchiusi in prigione e Sara viene sequestrata e portata al cospetto di Seiji, che tenta di abusare di lei, sebbene in realtà lo faccia solo per costringerla a mostrare le sue tecniche mediche per impedirgli di violentarla, dopodiché l'addormenta senza farle del male. Nel frattempo, Kenshiro arriva alla montagna (nella chiusa città di Cliffland) dove incontra alcuni monaci, capeggiati da Jinen, che vogliono fermare la sua attraversata poiché la loro legge che impedisce a chiunque di attraversare la montagna è più importante anche della vita umana. Questi monaci praticano una tecnica di lotta molto efficace, proveniente anch'essa da una branca dell'Hokuto Shinken: si tratta della Tecnica del Portale del Nord (Hokumon no Ken). Anche Seiji è stato istruito a questa tecnica dai monaci, ma, dopo averla appresa in soli due anni, ha violato la segretezza di questa tecnica, fuggendo dalla montagna. Ken riesce facilmente ad avere la meglio sui monaci, ma senza ucciderli in quanto ha compreso che non si tratta di persone malvagie, e il duello viene interrotto dall'anziano maestro dell'ordine, Roshi, che lo riconosce come il successore della Divina Scuola di Hokuto. Il Maestro, Jinen e gli altri monaci si inginocchiano al cospetto del successore dell'Hokuto Shinken e lo fanno entrare in città, spiegando il perché la Tecnica del Portale del Nord e i monaci sono da anni i custodi della montagna: al suo interno, si nasconde un enorme arsenale nucleare e batteriologico che non dovrà mai più essere utilizzato dagli uomini. Kenshiro loda l'operato dei monaci e riceve, in segno di rispetto e omaggio, ciò che era andato a cercare, il vaccino per il tetano e torna di corsa a Lastland per salvare Vista. Nel frattempo, Tobi sfrutta una disattenzione del carceriere Ches per fuggire da Lastland portando con sé Vista. Giunto fuori dalla città, fomenta il popolo contro Seiji, colpevole di aver ferito il "dio", e si mette a capo di una ribellione; il tiranno ordina che essa venga repressa nel sangue. Sara, per evitare che la popolazione venga sterminata, tenta di uccidere Seiji, ma il suo tentativo fallisce; tuttavia, la donna nota sul collo del guerriero una profonda cicatrice e ricorda che, anni prima, un ragazzo l'aveva salvata da un cane randagio procurandosi una ferita identica a quella: questo ricordo la porta non solo a perdonarlo per la violenza subita, ma anche a cominciare a sviluppare un lieve amore nei suoi confronti.

### Quando un uomo si fa carico della tristezza
Finalmente il nostro eroe torna con il vaccino e incontra Tobi: questi, già sconvolto dal fatto che Sara non ha voluto evadere con lui, ma ha scelto di rimanere con Seiji per motivi inspiegabili (ma che Tobi ha intuito essere un nascente amore), comunica al guerriero di Hokuto di aver deciso di usare l'immagine di divinità di suo fratello Vista per ribellarsi con l'aiuto della popolazione al tiranno. Kenshiro lo sconsiglia di agire in quella direzione perché il fanatismo esagerato della gente rischia di portare morti inutili e che si occuperà lui di uccidere Seiji. Tobi, però, non lo vuole ascoltare e lo richiude in una prigione dalle sbarre enormi per impedirgli di interferire e comunicandogli di aver deciso di diventare il dominatore del paese sfruttando l'immagine del fratello come fece Sanga, dimostrando di essere stato corrotto dalla sete di potere. Nel frattempo Seiji, accompagnato da Ches, giunge presso i rivoltosi, che fa trucidare dal suo sgherro, terrorizzando Tobi e i popolani rimasti. Tobi, però, impedisce al tiranno di uccidere il fratellino, offrendo la sua vita al posto della sua poiché Vista, guarito, può essere usato ancora come "dio": Seiji, però, turbato dal suo sguardo (che gli ricorda quello del cane randagio che difendeva il suo cucciolo dopo averlo morso), risparmia anche lui, limitandosi a rapire il bambino. Prima di andarsene, però, Ches colpisce mortalmente alle spalle Tobi per puro sadismo. Nel frattempo Sara, disperata a causa della furia omicida di Seiji e della follia di Tobi, viene messa al corrente della prigionia di Kenshiro da una misteriosa donna di nome Yura e si reca immediatamente presso il maestro di Hokuto e lo libera unendo la sua aura combattiva alla sua. Questi si reca immediatamente al capezzale di Tobi che, dopo avergli chiesto perdono, muore. Kenshiro si reca allora in città e, dopo aver ucciso Ches (rimanendo insensibile alle sue suppliche), comincia uno scontro con Seiji: lo scontro termina in breve tempo con la facile vittoria dell'uomo di Hokuto che, triste per la morte di Tobi e di tanti innocenti, si appresta a finire il suo avversario. Ad impedirgli di sferrare il colpo mortale è, inaspettatamente, Sara, che lascia intuire di essersi innamorata di Seiji anche perché non l'ha violentata e, al quale rivela di essere lei la ragazza che, molto tempo prima, lui aveva salvato dal cane randagio procurandosi quelle vistose cicatrici sul collo. Seiji, sconvolto e confuso, non vorrebbe pietà, ma interviene in suo favore anche la vecchia Yura, sua zia, che racconta di come in realtà Sanga abbia sempre amato suo figlio e che fu costretto da un mondo terribile ad abbandonarlo perché questi acquisisse la forza necessaria per sopravvivere (prima di essere consumato dalla sete di potere): per questi motivi, Kenshiro desiste dallo sferrare il colpo finale al suo nemico. Inaspettatamente, però, è lo stesso Seiji a suicidarsi perché, pur consapevole dell'amore e della gratitudine di Sara e dell'affetto di sua zia, capisce che la morte è il solo modo per espiare le sue colpe. Dopo aver seppellito Tobi e aver restituito l'acqua e la libertà alla popolazione, Kenshiro saluta Sara e il guarito Vista, allontanandosi nuovamente tra le sabbie del deserto, pronto ad affrontare altre battaglie.

## Personaggi

### Personaggi principali
Kenshiro (ケンシロウ?, Kenshirō)
Il successore del kenpō micidiale della Divina Scuola di Hokuto, viene coinvolto nel conflitto tra Lastland e il Villaggio di Libertà dopo aver salvato Tobi. È doppiato in giapponese da Takehito Koyasu e in italiano da Massimo De Ambrosis.
Sara (サーラ?, Sāra)
È una giovane donna che vive nel Villaggio di Libertà, un paese indipendente dalla crudele tirannia di Sanga. In passato, venne salvata dall'attacco di un cane randagio dal giovane Seiji. Utilizzando una particolare abilità, Sara riesce a curare le ferite e le malattie semplicemente con il tocco delle mani: per questo motivo viene soprannominata "La donna dei miracoli". In realtà, queste abilità le sono derivate dai suoi antenati, coloro che fondarono la Divina Scuola di Hokuto. Nel romanzo Sara ha i capelli scuri e gli occhi neri a differenza dell'anime, in cui ha i capelli biondi e gli occhi viola. È doppiata in giapponese da Yurika Hino e Sanae Kobayashi (da ragazza) e in italiano da Chiara Colizzi e Elena Perino (da ragazza).
Seiji (セイジ?)
È l'antagonista principale. È il figlio di Sanga, a cui è legato sia da amore che da odio: questo perché il padre, quando Seiji era ancora un ragazzo, lo gettò in un immenso crepaccio spronandolo a risalirlo; quindi, se ne andò. Per vendicarsi del padre, decise di apprendere la Tecnica del Portale del Nord, praticata dai monaci di Cliffland, che dovrebbe essere mantenuta segreta. È doppiato in giapponese da Gackt e Daisuke Kishio (da ragazzo) e in italiano da Massimo Lodolo e Omar Vitelli (da ragazzo).
Tobi (トビ?)
È il fratello maggiore di Vista. Durante la guerra nucleare, lui e suo fratello si separarono e non riuscirono più a trovarsi. Cercando di ritrovarlo, Tobi divenne un avventuriero che vagava vicino a Lastland aiutando le persone a trovare dell'acqua non contaminata, mediante le sue informazioni (viene, infatti, soprannominato "L'informatore"). È doppiato in giapponese da Akimitsu Takase e in italiano da Franco Mannella.
Sanga (サンガ?)
È il padre di Seiji e tiranno di Lastland, l'antagonista principale del primo capitolo. In passato, abbandonò il figlio gettandolo in un crepaccio; questo fatto segnò irrimediabilmente il figlio e l'odio che da quel momento covò per suo padre lo portò alla follia. Si dimostra essere un uomo freddo e spietato. Dopo la sconfitta dello stesso Seiji per mano di Kenshiro, Yura rivela che, in realtà, Sanga aveva abbandonato il figlio perché in un mondo dominato da tanta violenza, era necessario che questi ottenesse una grande forza. Yura spiega che una volta Sanga era un uomo buono, ma la brama di potere lo hanno corrotto portandolo a diventare un tiranno. È doppiato in giapponese da Unshō Ishizuka e in italiano da Michele Gammino.

### Personaggi minori
Vista (ビスタ?, Bisuta)
È il fratello minore di Tobi. Durante la guerra nucleare i due furono separati e Vista fu trovato da Sanga: questi, sorpreso dalla sua abilità nei giochi di prestigio, decide di sfruttarlo e di farlo credere una divinità per sottomettere la popolazione di Lastland, dandogli il nome di "Doha" (ドーハ?, Dōha) e asserendo che l'acqua pura che scorreva in città fosse di sua proprietà. È doppiato in giapponese da Romi Paku e in italiano da Davide Perino.
Myne (マイン?, Main)
È una bambina che vive al Villaggio di Libertà, amica di Sara e Tobi. Avendo bevuto a lungo l'acqua contaminata di quei luoghi, le sue ossa hanno cominciato a indebolirsi, cosa che le impedisce di camminare bene; per poter trovare una cura, suo padre si unisce a Tobi e ad altri per trovare dell'acqua pura. In seguito muore nell'attacco ordinato da Sanga e comandato da Loag per rapire Sara. È doppiata in giapponese da Tomoe Hanba e in italiano da Lucrezia Marricchi.
Giese (ギース?, Gīsu)
È il vice comandante delle truppe di Sanga, e ha l'aspetto di un gigante dal fisico asciutto e muscoloso. Ordina ai suoi uomini di massacrare un gruppo di persone che cercano di trovare dell'acqua incontaminata senza il permesso del tiranno e, da questo attacco, si salva solo Tobi grazie all'intervento di Kenshiro: Giese lo sfida, ma viene facilmente ucciso dal maestro di Hokuto. Nel romanzo è un semplice capo banda che vessa i villaggi limitrofi, garantendo protezione agli abitanti dalle altre bande di sciacalli potendosi arricchire a spese degli abitanti, minacciando di distruggere i villaggi nel caso questi non rispettino i suoi ordini. Viene ucciso subito all'inizio della storia da Kenshiro mentre era in procinto di attaccare il villaggio di Sara. È doppiato in giapponese da Seiji Sasaki e in italiano da Claudio Fattoretto.
Loag (ローグ?, Rogu)
È il comandante delle truppe di Sanga. Dopo la morte di Giese, guida su ordine del suo signore un attacco al Villaggio di Libertà, uccidendo tutti gli abitanti ad eccezione di Sara, che porta presso il tiranno. Viene ucciso da Kenshiro all'arrivo di questi in città. È doppiato in giapponese da Kōji Ishii e in italiano da Roberto Draghetti.
Ches (チェス?, Chess)
È uno dei comandanti degli uomini di Sanga. Dopo la morte del suo signore per mano di Kenshiro, presta fedeltà a Seiji. Viene poi ucciso da Kenshiro. È doppiato in giapponese da Kiyonobu Suzuki e in italiano da Wladimiro Grana.
Roshi (老師?, Rōshi)
È il più anziano dei monaci di Cliffland che praticano la Tecnica del Portale del Nord ed è conosciuto dai suoi allievi come "Nobile Maestro". Sul volto ha una grossa cicatrice a forma di X. Dopo che i suoi migliori allievi vengono sconfitti da Kenshiro, egli riconosce in lui l'erede della Divina Scuola di Hokuto, la scuola da cui deriva la stessa tecnica praticata da lui e dai suoi allievi. Dopo aver rivelato a Kenshiro la loro missione, lascia a lui il compito di fermare Seiji poiché così vuole la tradizione della loro scuola di combattimento. È doppiato in giapponese da Takaya Hashi e in italiano da Gianni Musy.
Jinen (ジネン?)
È il più forte dei monaci di Cliffland praticanti la Tecnica del portale del Nord. Tenta di combattere contro Kenshiro, ma questi si dimostra nettamente superiore a lui. Quando il suo maestro riconosce in Kenshiro l’erede della Divina Scuola di Hokuto si inginocchia davanti a lui insieme ai suoi compagni e gli offre il siero per salvare Vista per scusarsi di averlo intralciato. È doppiato in giapponese da Masahiko Tanaka e in italiano da Pierluigi Astore.
Yura (?)
È l'anziana sorella di Sanga e zia di Seiji. Chiede a Kenshiro di risparmiare il nipote raccontandone l'infelice infanzia e rivelando quanto in realtà Sanga avesse sempre amato il figlio. È doppiata in giapponese da Reiko Suzuki e in italiano da Carmen Onorati.